# Орлов, Владимир Фёдорович
Влади́мир Фёдорович Орло́в (1841, по другим данным 1843, Хомутово — 1899, Москва) — русский нигилист и революционер, обвинявшийся по «Нечаевскому делу». В дальнейшем — толстовец, прототип для произведений Льва Толстого. 

## Биография
Родился в семье священника. Обучался во Владимирской семинарии вместе с Василием Маврицким и Иваном Ивановичем Флоринским, впоследствии также проходившими по «нечаевскому делу». Позднее работал учителем в селе Ива́нове Шуйского уезда Владимирской губернии (ныне областной центр Иваново), где познакомился с Сергеем Нечаевым. 
В конце 1868 года приехал в Санкт-Петербург с целью поступления в университет. В Санкт-Петербурге проживал на одной квартире с Нечаевым. В январе — феврале 1869 года принимал участие в студенческих волнениях. После начала арестов участников волнений уехал из Петербурга, скрывался в Москве, селе Иванове, Славянске Харьковской губернии, наконец — в станице Варениковской Кубанской области, где проживал у соученика по семинарии Виноградова. В конце июня 1869 года был арестован на квартире Виноградова и 28 июня доставлен в Ставрополь, а 9 июля в Третье отделение в Санкт-Петербурге. 20 сентября был заключён в Петропавловскую крепость, 3 марта 1870 года передан Третьему отделению, 2 мая вновь заключён в крепость. 1 июля 1871 года предан суду особого присутствия Санкт-петербургской судебной палаты в качестве сообщника Нечаева I группы. Обвинялся в участии в заговоре с целью низложения правительства Российской империи. 15 июля того же года был оправдан и 16 июля выпущен из крепости. После освобождения поселился в своём родном селе Хомутове, где в течение 1872—1875 годов получал от Третьего отделения единовременное и постоянные пособия. В 1875 году привлекался по делу о «преступной пропаганде в империи». 
С 1881 года жил в Москве и служил учителем в технической школе Московско-Рязанской железной дороги. В апреле того же года был арестован из-за касавшейся его записки, найденной при обыске у Андрея Желябова, однако был освобождён из-за недостатка улик. Проживая в Москве, подружился со Львом Толстым, который вывел его в своих произведениях «Сон» и «Нет в мире виноватых» под именем учителя Петра Фёдоровича Соловьёва